# Clément Chantôme
Clément Chantôme (Sens, 11 de septiembre de 1987) es un futbolista francés. Juega de centrocampista defensivo en el Red Star FC de la Ligue 2 de Francia.

## Carrera
El aumento en las filas de la cantera del PSG, que ya ha provocado comparaciones con Didier Deschamps en términos de su determinación y capacidad de juego.A pesar de ser usado con moderación por sus diferentes entrenadores del PSG, Chantôme es uno de los favoritos entre los seguidores del equipo, por su condición jugador de la cantera, su espíritu de lucha y su actitud valiente en el campo. Es un jugador de mediocampo que destaca por su creación de juego y también por su entrega en el campo.
El jugador subió al primer equipo en 2006 firmando un contrato de tres años, la afición del PSG le tienen como uno de sus futbolistas con más proyección de cara al futuro ya que se ha criado con la filosofía del club. En 2006 fue llamado para ir con la selección francesa sub-21.En el pasado se habló de que el Arsenal FC hubiera estado interesado en sus servicios, el 21 de abril de 2011 firmó un nuevo contrato de cuatro años, ya con la nueva directiva catarí (Qatar Investment Authority).
Chantôme anotó su primer gol el 23 de octubre de 2008 en un partido de UEFA frente al Schalke 04, el encuentro finalizó 1-1.
Chantôme toma la decisión de abandonar al París Saint-Germain para encontrar donde pueda jugar más minutos, después de haber pasado más de 15 años en el club parisino. Después de varios días de negociaciones, el 29 de enero de 2015, se anunció su traspaso al Girondins de Burdeos por un contrato de 3 años y medio.

## Clubes
| Club                    | País    | Año         |
| ----------------------- | ------- | ----------- |
| París Saint-Germain     | Francia | 2006 - 2015 |
| Toulouse FC (cedido)    | Francia | 2013 - 2014 |
| FC Girondins de Burdeos | Francia | 2015 - 2016 |
| Stade Rennais           | Francia | 2016 - 2018 |
| RC Lens (cedido)        | Francia | 2017 - 2018 |
| Red Star FC             | Francia | 2018 -      |

## Estadísticas
| Competición                | Partidos | Titular | Minutos | Goles | Amonestado | Expulsado |
| -------------------------- | -------- | ------- | ------- | ----- | ---------- | --------- |
| Ligue 1                    | 126      | 81      | 7432    | 4     | 23         | 0         |
| UEFA Europa League         | 13       | 11      | 1006    | 1     | 4          | 0         |
| Copa de Francia            | 18       | 15      | 1314    | 2     | 6          | 0         |
| Copa de la Liga de Francia | 13       | 12      | 965     | 0     | 3          | 1         |
| Copa de la UEFA            | 16       | 12      | 1079    | 1     | 0          | 0         |
| Supercopa de Francia       | 1        | 0       | 16      | 0     | 0          | 0         |

## Palmarés

### Campeonatos nacionales
| Título                     | Club                | País    | Año     |
| -------------------------- | ------------------- | ------- | ------- |
| Copa de la Liga            | París Saint-Germain | Francia | 2008    |
| Copa de Francia            | París Saint-Germain | Francia | 2010    |
| Ligue 1                    | París Saint-Germain | Francia | 2013    |
| Supercopa de Francia       | París Saint-Germain | Francia | 2014    |
| Copa de la Liga de Francia | París Saint-Germain | Francia | 2014-15 |
| Ligue 1                    | París Saint-Germain | Francia | 2014-15 |
| Copa de Francia            | París Saint-Germain | Francia | 2014-15 |